# Harry Mallin

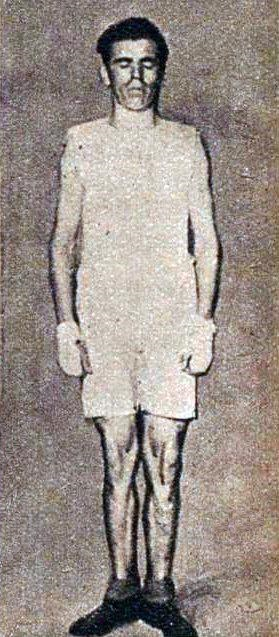
Foto de Harry Mallin

Henry William «Harry» Mallin (Shoreditch, 1 de junio de 1892 - Lewisham, 8 de noviembre de 1969) fue el primer bicampeón de boxeo olímpico de la historia moderna. Policía de profesión, y campeón de la Asociación de Boxeo Amateur de Inglaterra entre los años 1919 y 1920, obtuvo la medalla de oro en la categoría de peso mediano durante los Juegos de Amberes 1920 al vencer a Georges Prud'Homme, quien había llegado a la final con tres victorias por nocaut.
En los Juegos de París 1924, fue derrotado en los cuartos de final por decisión de los jueces a manos del francés Roger Brousse, aunque Mallin protestó que había sido  mordido en el pecho y brazos por su contendiente. Ante una apelación, y después de dos deliberaciones de los oficiales, Brousse fue descalificado. 
Mallin logró alcanzar  su segunda final en juegos olímpicos. Sin embargo, antes del combate, Brousse —instigado por el público local— se hizo presente reclamando pelear ante John Elliot, el otro finalista. Fue con la intervención de la polícía que el evento pudo realizarse entre los dos británicos con victoria para Mallin. 
En los años posteriores, Harry sería  mánager del equipo británico de boxeo en los Juegos Olímpicos de Berlín 1936 y Helsinki 1952.